# Luismi Cruz
Luis Miguel Cruz Hernández (El Puerto de Santa María, Cádiz, 23 de mayo de 2001), conocido como Luismi Cruz, es un futbolista español que juega como centrocampista en el R. C. Deportivo de La Coruña de la Segunda División de España.

## Trayectoria
Formado en la cantera del Sevilla F. C., debutó con el filial, el Sevilla Atlético, con solo 17 años el 15 de septiembre de 2018, entrando como suplente en la segunda parte de una derrota por 0-1 frente a la U. D. Ibiza en la extinta Segunda División B. En 2019 sufrió una grave lesión de cruzado, pero desde su recuperación se fue convirtiendo poco a poco en un habitual y destacado jugador del filial sevillista.
Consiguió debutar con el primer equipo el 15 de diciembre de 2021 cuando entró como sustituto de Joan Jordán en una victoria por penaltis frente al C. E. Andratx en Copa del Rey. Esa misma temporada también se estrenó en la Primera División y la Liga Europa de la UEFA.
El 26 de agosto de 2022 el F. C. Barcelona anunció su llegada como cedido con opción a compra hasta junio de 2023 para jugar en el filial. Acabó la temporada jugando 37 partidos en los que marcó ocho goles y dio el mismo número de asistencias. La siguiente campaña volvió a ser cedido con opción a compra, esta vez al C. D. Tenerife. Al terminar la temporada el club canario se hizo con el jugador y el Sevilla se quedó con una opción de recompra.
El 11 de julio de 2025, después de dos años en Tenerife en los que marcó seis goles en 71 partidos, fichó por el R. C. Deportivo de La Coruña y firmó hasta 2029.

## Estadísticas

### Clubes
Actualizado al último partido disputado el 28 de marzo de 2025.
| Club                             | Div.          | Temporada     | Liga  | Liga  | Copas nacionales | Copas nacionales | Copas internacionales | Copas internacionales | Total | Total |
| Club                             | Div.          | Temporada     | Part. | Goles | Part.            | Goles            | Part.                 | Goles                 | Part. | Goles |
| -------------------------------- | ------------- | ------------- | ----- | ----- | ---------------- | ---------------- | --------------------- | --------------------- | ----- | ----- |
| Sevilla F. C. "C" · España       | 3.ª           | 2017-18       | 1     | 0     | ―                | ―                | ―                     | ―                     | 1     | 0     |
| Sevilla F. C. "C" · España       | 3.ª           | 2018-19       | 1     | 0     | ―                | ―                | ―                     | ―                     | 1     | 0     |
| Sevilla F. C. "C" · España       | 3.ª           | 2019-20       | 3     | 1     | ―                | ―                | ―                     | ―                     | 3     | 1     |
| Sevilla F. C. "C" · España       | Total club    | Total club    | 5     | 1     | 0                | 0                | 0                     | 0                     | 5     | 1     |
| Sevilla Atlético · España        | 2.ª B         | 2018-19       | 3     | 0     | ―                | ―                | ―                     | ―                     | 3     | 0     |
| Sevilla Atlético · España        | 2.ª B         | 2019-20       | 1     | 0     | ―                | ―                | ―                     | ―                     | 1     | 0     |
| Sevilla Atlético · España        | 2.ª B         | 2020-21       | 22    | 3     | ―                | ―                | ―                     | ―                     | 22    | 3     |
| Sevilla Atlético · España        | 1.ª F         | 2021-22       | 29    | 5     | ―                | ―                | ―                     | ―                     | 29    | 5     |
| Sevilla Atlético · España        | Total club    | Total club    | 55    | 8     | 0                | 0                | 0                     | 0                     | 55    | 8     |
| Sevilla F. C. · España           | 1.ª           | 2021-22       | 2     | 0     | 1                | 0                | 1                     | 0                     | 4     | 0     |
| Sevilla F. C. · España           | Total club    | Total club    | 2     | 0     | 1                | 0                | 1                     | 0                     | 4     | 0     |
| F. C. Barcelona Atlètic · España | 1.ª F         | 2022-23       | 37    | 8     | ―                | ―                | ―                     | ―                     | 37    | 8     |
| F. C. Barcelona Atlètic · España | Total club    | Total club    | 37    | 8     | 0                | 0                | 0                     | 0                     | 37    | 8     |
| C. D. Tenerife · España          | 2.ª           | 2023-24       | 31    | 3     | 2                | 1                | ―                     | ―                     | 33    | 4     |
| C. D. Tenerife · España          | 2.ª           | 2024-25       | 38    | 2     | 0                | 0                | ―                     | ―                     | 38    | 2     |
| C. D. Tenerife · España          | Total club    | Total club    | 69    | 5     | 2                | 1                | 0                     | 0                     | 71    | 6     |
| Total carrera                    | Total carrera | Total carrera | 168   | 22    | 3                | 1                | 1                     | 0                     | 172   | 23    |